# Aladdin (BlackRock)
Pour les articles homonymes, voir Aladdin.
Aladdin (Asset Liability, Debt and Derivatives Investment Network : Réseau d’investissements en actifs, passifs, dettes et dérivés) est un système électronique de BlackRock Solutions, la division de gestion des risques de la plus grande société de gestion de placements, BlackRock, Inc.. En 2013, elle gérait environ 14 000 milliards de dollars d'actifs (y compris les plus de 6 000 milliards de dollars d'actifs de BlackRock), soit environ 7 % des actifs financiers mondiaux, et surveillait environ 30 000 portefeuilles d'investissement.
En 2020, l'Intelligence artificielle (IA) gère 21 600 milliards de dollars d'actifs.